# Фульда (район)
Фульда (нем. Fulda) — район в Германии. Центр района — город Фульда. Район входит в землю Гессен. Подчинён административному округу Кассель. Занимает площадь 1380 км². Население — 217,4 тыс. чел. (2010). Плотность населения — 157 человек/км².
Официальный код района — 06 6 31.
Район подразделяется на 23 общины.

## Города и общины
1. Фульда (64 087)
2. Кюнцелль (16 355)
3. Хюнфельд (16 019)
4. Петерсберг (14 663)
5. Айхенцелль (11 219)
6. Нойхоф (10 948)
7. Флиден (8622)
8. Гросенлюдер (8557)
9. Айтерфельд (7439)
10. Бургхаун (6411)
11. Кальбах (6294)
12. Хофбибер (6257)
13. Герсфельд (5980)
14. Хильдерс (4689)
15. Хозенфельд (4597)
16. Эберсбург (4528)
17. Танн (4466)
18. Дипперц (3352)
19. Бад-Зальцшлирф (2941)
20. Нюстталь (2918)
21. Эренберг (2648)
22. Поппенхаузен (2574)
23. Расдорф (1788)

(30 июня 2010)